# Langton Green
Langton Green – wieś w Anglii, w hrabstwie Kent, w dystrykcie Tunbridge Wells. Leży 28 km na południowy zachód od miasta Maidstone i 48 km na południowy wschód od centrum Londynu.